# شريك احتياطي
الشريك الاحتياطي، أو الحبيب الاحتياطي، أو الحبيب البديل هو الشخص الذي يُتوقع أن يكون شريكًا رومانسيًا/جنسيًا مستقبليًا في حال فشل علاقة حالية أو نهايتها غير المتوقعة. الهدف الرئيسي من الحفاظ على شريك بديل هو تجنب الشعور بالوحدة وانكسار القلب بعد الانفصال عن حبيب آخر.
انتشر مصطلح "الحبيب البديل" (爱情备胎) على الإنترنت في الصين. وجدت دراسة أجريت عام 2014 أن مستخدمي فيسبوك في العلاقات غالبًا ما يستخدمون الموقع للحفاظ على صداقات أفلاطونية رأوا أنها قد تتحول إلى علاقات بديلة عند الحاجة، حيث يبلغ معدل الرجال الذين لديهم مثل هذه العلاقات ضعف معدل النساء تقريبًا.

## السياق الاجتماعي
قد تدفع العلاقة الحالية غير المستقرة الناس إلى البحث عن شركاء بديلين، وخاصةً العلاقات عن بعد. يكتسب بعض الناس ثقة شخصية من وجود شريك بديل، مدركين أنهم موضع إعجاب أكثر من شخص واحد